# John Glenn
John Herschel Glenn Jr. (Cambridge, 18 luglio 1921 – Columbus, 8 dicembre 2016) è stato un astronauta, aviatore, politico e militare statunitense, senatore per lo stato dell'Ohio dal 1974 al 1999 ed in precedenza astronauta della NASA dal 1959 al 1998. Pilota collaudatore, Glenn è stato il primo statunitense a viaggiare in orbita attorno alla Terra.

## Biografia
Nacque a Cambridge, Ohio, il 18 luglio 1921 figlio di John Herschel Glenn Sr. (1895–1966), che lavorava per un'azienda idraulica, e di Clara Teresa Sproat (1897–1971), di professione insegnante. Di famiglia molto religiosa, passò la sua gioventù con un'educazione rivolta al rispetto e all'amore per la Patria, e conobbe le ristrettezze economiche legate alla crisi del 1929. Conobbe fin da bambino la sua compagna, che poi diverrà sua moglie, Annie Castor, con la quale avrà due figli, un maschio e una femmina.
Nel 1941, mentre frequenta la locale università, in seguito al bombardamento giapponese di Pearl Harbor si arruola come pilota nel Corpo dei Marines, nel quale partecipa alla campagna delle isole Marshall. Prende parte anche alla guerra di Corea, al termine della quale diventa pilota collaudatore, con diversi record di velocità (Progetto Bullett). Negli anni cinquanta partecipa a numerose trasmissioni televisive, divenendo molto popolare presso il pubblico statunitense.
Nel 1960 viene arruolato tra i Mercury Seven, i primi sette astronauti della NASA destinati al Programma spaziale Mercury. Fu lanciato il 20 febbraio 1962 nella missione Mercury-Atlas 6, diventando il primo statunitense a entrare in orbita attorno alla Terra, rimanendo 4 ore e 55 minuti nello spazio. Il tenente colonnello compì tre orbite intorno alla Terra. Glenn accettò di partire solo quando i calcoli per il volo, effettuati con elaboratori elettronici, furono verificati a mano dalla "calcolatrice umana" afro-americana Katherine Johnson. Il suo rientro fu costellato da numerosi problemi tecnici, tra cui un presunto problema allo scudo termico che mise a rischio la vita dell'astronauta. Seguendo la corrente politica dei Kennedy, nel 1964 lasciò la NASA per candidarsi come Senatore per il Partito Democratico. Fu eletto rappresentante dello stato dell'Ohio nel 1974, 1980, 1986, e 1992. Annunciò inoltre la candidatura alla presidenza degli Stati Uniti d'America nell'aprile 1983, ritirandosi nel marzo 1984.
Glenn ritornò nello spazio con lo Space Shuttle, che venne lanciato il 29 ottobre 1998, a bordo della missione STS-95, dove partecipò a studi sulla fisiologia dell'uomo in età avanzata e i suoi problemi nello spazio, stabilendo, all'età di 77 anni, un nuovo primato.
Massone, membro della Loggia "Concord Lodge" N. 688 di New Concord, Ohio. Raggiunse il 32º grado nella Valle di Cincinnati, e l'anno successivo ricevette il 33º ed ultimo grado del Rito scozzese antico ed accettato, nel 1965, in occasione della Fiera internazionale di New York, nel padiglione della Gran Loggia di New York fu esposto il gagliardetto massonico, con squadra e compasso, portato da John Glenn nello spazio. Fece parte dell'De Molay International, un'organizzazione massonica di educatori per adolescenti.
Glenn fu ordinato pastore della Chiesa Presbiteriana degli Stati Uniti. La sua fede precedette l'inizio della professione di astronauta, e si rafforzò con i viaggi nello spazio. Al termine della sua seconda e ultima impresa, dichiarò "mi è impossibile vedere una simile creazione senza credere in Dio" e "not believe in God is to me impossible". Dichiarò che a suo parere non vi è contraddizione fra la sua fede in Dio e la teoria evoluzionistica, che riteneva "un fatto" e che dovesse essere insegnata nelle scuole: "Non mi sembra di essere meno credente se colgo con favore il fatto che la scienza prenda atto che noi mutiamo con il tempo e con l'evoluzione, e questa è una verità fattuale. Ciò non significa affatto che sia meno meraviglioso e che non possa esistere un qualche potere più grande di ciascuno di noi che sia stato e sia dietro tutto ciò che sta accadendo".
John Glenn muore l'8 dicembre 2016 al James Cancer Hospital, in Ohio, all'età di 95 anni. Oggi riposa nel Cimitero nazionale di Arlington.

## Cinema e TV
È stato interpretato da:
- Ed Harris, nel film Uomini veri (The Right Stuff), diretto da Philip Kaufman (1983);
- Se stesso nell'episodio Docu Drama (8x16) della serie TV Frasier (2001);
- Sam Reid, nella miniserie The Astronaut Wives Club, regia di Jon Amiel (2015);
- Glen Powell, nel film Il diritto di contare (Hidden Figures), diretto da Theodore Melfi (2016);
- John David Whalen, in First Man - Il primo uomo (First Man), regia di Damien Chazelle (2018).
- Matt Battaglia in For All Mankind, serie TV di Apple TV (2019)
- Patrick J. Adams, in The Right Stuff - Uomini veri, serie TV di National Geographic, (2020).